# Gabinete Briand V
O Gabinete Briand V foi o ministério formado por Aristide Briand em 29 de outubro de 1915 e dissolvido em 12 de dezembro de 1916. Foi o 60º gabinete da Terceira República Francesa, sendo antecedido pelo Gabinete Viviani II e sucedido pelo Gabinete Briand VI.

## Contexto
Aristide Briand retornou ao governo no final de julho de 1915, ocupando também a pasta de Relações Exteriores. Ele, portanto, desempenhou um papel ativo na primeira fase da Primeira Guerra Mundial. Enquanto diversos políticos consideravam Paris de pouca importância durante a grande retirada para Bordéus, Briand defendeu ardentemente a organização de uma defesa da capital, pois, segundo ele, a perda de Paris seria terrível para o moral dos franceses e também poderia servir como meio de pressão para que os alemães impusessem suas condições à França, ameaçando, por exemplo, destruir edifícios emblemáticos da cidade, como a Torre Eiffel. Durante batalhas decisivas, ele foi um eficaz Presidente do Conselho de Ministros, mostrando sua capacidade de lidar com os momentos mais difíceis.
Pressionado para que fizesse uma reformulação em seu gabinete, Briand renunciou em 12 de dezembro de 1916, mas foi imediatamente convocado de volta pelo Presidente da República, Raymond Poincaré, para formar um novo ministério.

## Composição

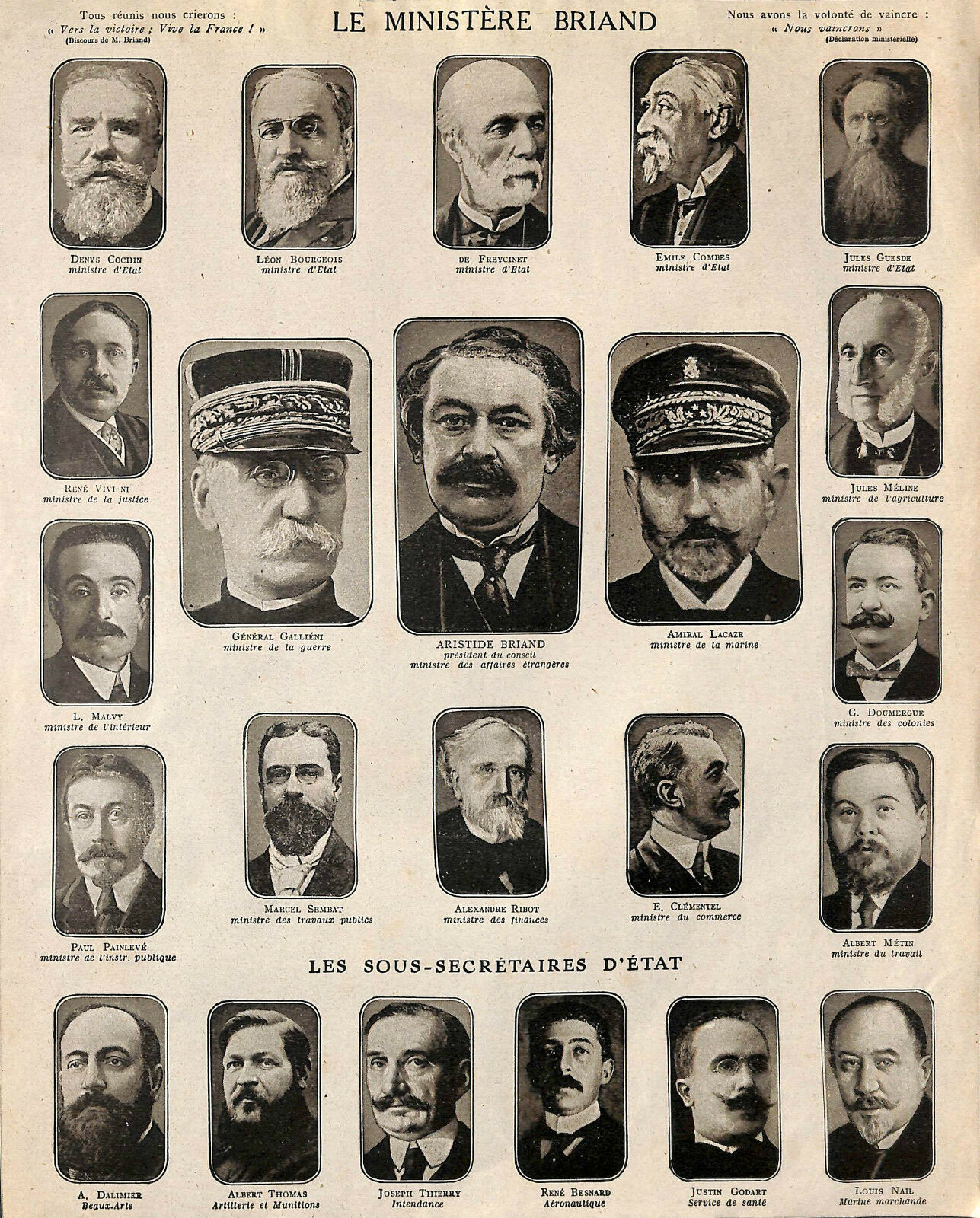
O 5º Gabinete Briand em fotomontagem de 1915.

- Presidente da República: Raymond Poincaré
- Presidente do Conselho de Ministros: Aristide Briand
- Vice-presidente do Conselho de Ministros: René Viviani
- Ministro dos Estrangeiros: Aristide Briand
- Ministro da Justiça: René Viviani
- Ministro do Interior: Louis Malvy
- Ministro da Guerra: Joseph Gallieni (1915-1916); Pierre Auguste Roques (1916)
- Ministro das Finanças: Alexandre Ribot
- Ministro da Marinha: Lucien Lacaze
- Ministro da Instrução Pública e Belas Artes: Paul Painlevé
- Ministro das Obras Públicas: Marcel Sembat
- Ministro da Agricultura: Jules Méline
- Ministro do Comércio, Indústria, Correios e Telégrafos: Étienne Clémentel
- Ministro das Colônias: Gaston Doumergue
- Ministro do Trabalho e Previdência Social: Albert Métin
- Ministro de Estado: Charles de Freycinet
- Ministro de Estado: Jules Guesde
- Ministro de Estado: Émile Combes
- Ministro de Estado: Léon Bourgeois
- Ministro de Estado: Denys Cochin

## Realizações
- Coorganização e coordenação da Batalha de Verdun.